# Miracol media
Miracol Media es una casa productora colombiana de contenidos audiovisuales con sede en Bogotá, Colombia, y CDMX México fundada en 2012, es una productora audiovisual con una trayectoria comprobada en Scripted, Unscripted Documental. 
Desde su creación, Miracol Media ha participado en la producción de más de una docena de proyectos, incluyendo títulos como secuestro del vuelo 601, Haunted: Latin America, Iron Chef México . Varios de sus contenidos han sido realizados en colaboración con plataformas internacionales como Netflix, Amazon Prime Video y HBO.
Miracol ha trabajado con talentos y creadores de diversas nacionalidades y mantiene alianzas estratégicas con empresas de Latinoamérica, Europa y Estados Unidos.

## Historia

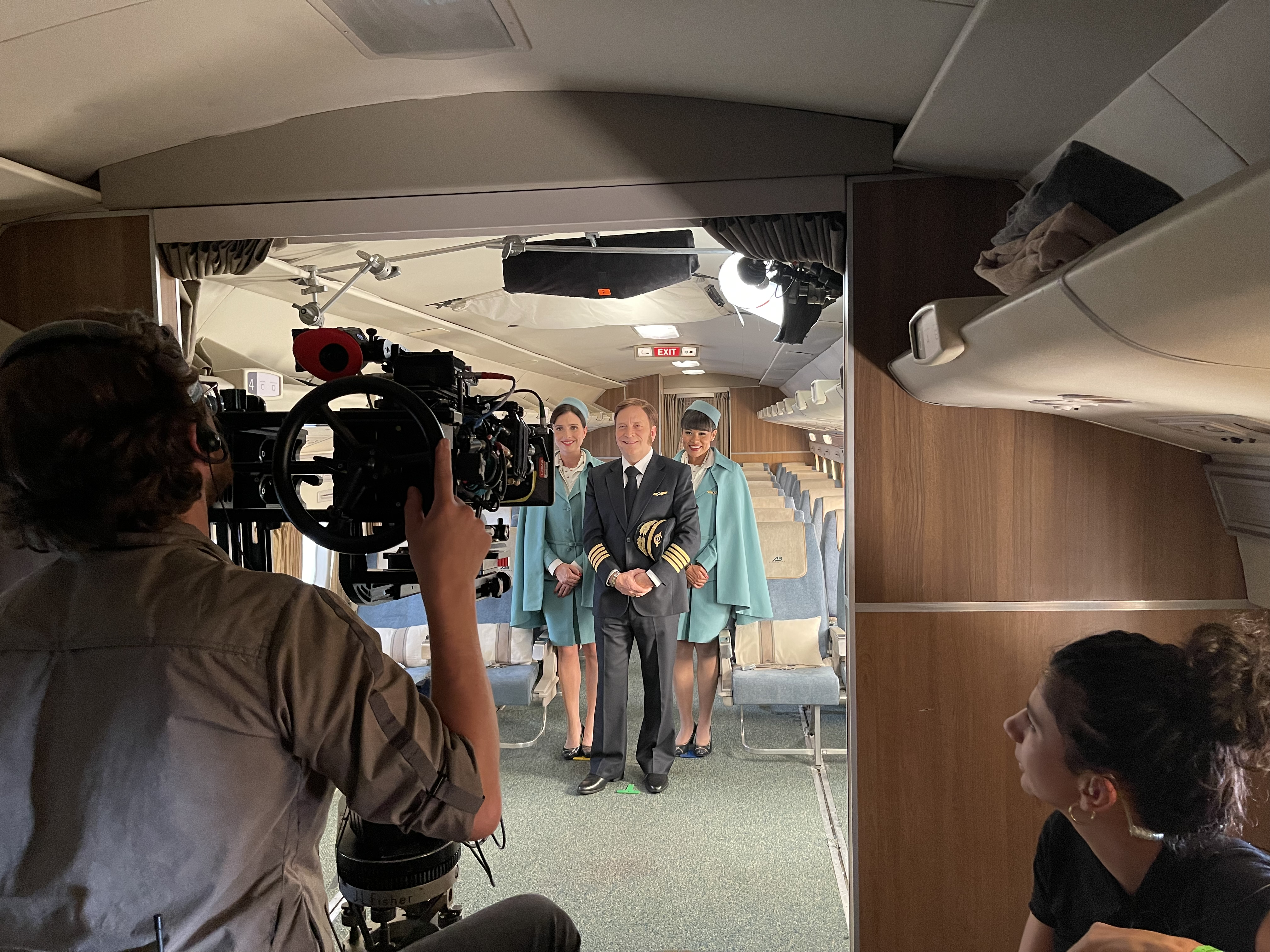
Detrás de Cámaras Secuestro del Vuelo 601

Miracol Media fue fundada en 2012 por Pedro Dávila y un grupo de profesionales colombianos con experiencia en dirección, producción, desarrollo de contenido y distribución internacional. Desde sus inicios, la empresa se propuso crear contenido premium con enfoque global, a lo largo de su trayectoria, ha establecido alianzas estratégicas con plataformas como Netflix, Amazon Prime Video, Entre otras.Participando en la creación de series, documentales y formatos originales tanto de ficción como de entretenimiento. Estas colaboraciones reflejan el posicionamiento internacional de la compañía y su capacidad para responder a las demandas narrativas y técnicas de las plataformas más exigentes del mercado.
En sus primeros años, Miracol centró su operación en Bogotá, consolidándose como proveedor de servicios de producción para proyectos internacionales rodados en Colombia. Con el tiempo, amplió su alcance al abrir operaciones en Ciudad de México y establecer relaciones estratégicas con aliados en Estados Unidos y Europa.
Durante la última década, la empresa ha producido contenido para plataformas como Netflix, Amazon Prime Video, A&E y Red Bull, abarcando géneros como documental, ficción, reality y entretenimiento. Entre sus primeros proyectos destacados se encuentra Haunted Latinoamérica (2021), una serie antológica de suspenso para Netflix. Más adelante, Miracol coprodujo Iron Chef México y colaboró con Amazon en la producción de The Grand Tour: Colombia Special.
El reconocimiento nacional llegó en 2024 con el lanzamiento de Secuestro del vuelo 601 con Enrique Carriazo, Angela Cano, Mónica Lopera, Christian Tappan, marcela Benjumea. Una miniserie de ficción basada en hechos reales, que fue galardonada en los Premios India Catalina de 2025 como Mejor Miniserie o Serie Corta. 

## Filmografía & Producciones
La compañía cuenta con una filmografía que incluye títulos propios y colaboraciones donde ha prestado servicios de producción.
| Servicios de Producción |                                   |                           |             |                                                                 |                                                                                  |                  |                 |
| Año de Lanzamiento      | Nombre                            | Tipo                      | Streaming   | Director                                                        | Elenco                                                                           | No de Temporadas | No de Capítulos |
| 2017                    | El fin de la guerra               | Largometraje / Documental | NA          | Marc Silver                                                     | Barbara Hershey,Rachael Leigh Cook, Vincent Irizarry                             | NA               | NA              |
| 2019                    | The grand Tour (Special Colombia) | Serie                     | Prime video | Kit Lynch-Robinson                                              | Jeremy Clarkson, Richard Hammond y James May                                     | 01 (03 temp)     | 02              |
| 2021                    | La Azcárate de Frente             | Serie                     | Netflix     | Pablo González, Camilo S. Prince                                | Alejandra Azcárate                                                               | 01               | 04              |
| 2021                    | Haunted: Latin America            | Serie                     | Netflix     | Adrian Garcia Bogliano                                          | Laura Tovar, Pablo Cesar Sanchez, Pablo Guisa Koestinger, Alejandro Restrepo     | 01               | 05              |
| 2022                    | Mi encuentro con el mal           | Serie Documental          | Netflix     | Ramiro García Bogliano, Adrián García Bogliano, Carlos Meléndez | NA                                                                               | 01               | 04              |
| 2022                    | Iron Chef México                  | Reality                   | Netflix     | Eusebio Balderas                                                | Paty Cantú, Poncho Cadena, Salvador Lam Chang                                    | 01               | 08              |
| 2023                    | Calle y Poché: Sin Etiquetas      | Serie Documental          | Prime Video | Natalia García y Liliana Moyano.                                | Daniela Calle, Maria José Garzón (Calle y poché)                                 | 01               | 08              |
| 2024                    | Batalla en abuela´s Kitchen       | Reality                   | Roku        |                                                                 | Mario Ruiz                                                                       | 01               | 06              |
| 2024                    | Secuestro Del Vuelo 601           | Serie                     | Netflix     | Pablo González, Camilo S. Prince                                | Enrique Carriazo, Angela Cano, Mónica Lopera, Christian Tappan, marcela Benjumea | 01               | 06              |